# POLQ
A DNS-polimeráz θ a POLQ gén által kódolt enzim. E polimeráz fontos a három fő kettősszáltörés-javító út egyikében, a thétamediált végcsatlakoztatásban (TMEJ). A legtöbb kettősszál-törés nem homológ végcsatlakoztatással (NHEJ) vagy homológiairányított javítással (HDR) javítható, azonban egyes esetekben ezek elégtelenek, és a TMEJ az egyetlen megoldás a törés javítására. A TMEJ gyakran alternatív NHEJ-ként szerepel – nem igényel ku heterodimert, és csak részleges DNS-végeken tud működni. Rövid (néhány nukleotidos) régiók hozzáadása után a DNS-polimeráz θ templátdependens DNS-szintézist katalizál a törött végeken, stabilizálva a páros szerkezetet.

## Szerkezet
A POLQ szerkezete a Drosophila melanogaster mus308 fehérjéjéhez hasonlít. C-terminális szakasza alapján az A-család tagja.
A DNS-polimeráz θ N-terminális helikáz- és C-terminális Exo-szerű polimerázdoménből áll. A humán és a Drosophila-DNS-polimeráz θ doménjei 42%-ban, utóbbi 27%-ban azonosak, illetve 62%-ban és 41%-ban hasonlítanak. A humán DNS-polimeráz θ és a humán HELQ (más néven HEL308) szekvenciája 55%-ban hasonló. A polimerázdomén és a DNS-polimeráz ν szekvenciája 29%-ban hasonló.
A DNS-polimeráz θ rendelkezik ujj-, hüvelykujj- és tenyérdoménekkel.

## Funkció
A DNS-polimeráz θ az A-családba tartozó DNS-polimeráz, azonban hibaaránya az Y-családba tartozókhoz – például a DNS-polimeráz η-hoz vagy κ-hoz – hasonló. Azonban a DNS-léziókat, például a bázismentes helyeket vagy a timinglikolt átugorja. Egyik doménje dezoxiribofoszfoészterázként működik, ezenkívül az enzim ATPázként működik egyszálú DNS esetén. Hogg et al. 2012-es tanulmányukban kimutatták, hogy a három hurka közül egy processzivitási faktor, a másik kettő a transzléziós szintézis hatékonyságát növeli. Folyamatos vizsgálattal kiderült, hogy a bázismentes helyeken túl történő szintézis a Watson–Crick-bázispáron túl történővel közel azonos hatékonysággal történt.
A DNS-polimeráz θ szükséges a genomstabilitás fenntartásához viszonylag magas hibaaránya ellenére.

## Expresszió
Elsősorban limfoid szövetek és a tumorok expresszálják a POLQ-t, a többi szövet csak kevéssé expresszálja.

## Mutációs aláírás
A TMEJ eleve mutagén, mivel a polimeráz θ homológ nukleotidokat használ mindkét végről a javítás elindításához, így egy sorozat elvész a DNS-szekvenciában. Így a TMEJ mikrohomológia-mediált végcsatlakoztatás (MMEJ). Ezenkívül ha a végek nincsenek megfelelően stabilizálva, polimerizáció után leválhatnak. Ezek újracsatlakozásakor templátinzertáció történik a deléciós kapcsolatok közt.
A DNS-polimeráz θ az Ig-gének szomatikus hipermutációja során a C/G-mutációk létrejöttéhez járul. A POLQ-inaktivitás a vad típusnál kisebb szérum-IgM- és IgG1-szintet okoz.

## RNS-reverztranszkripció
A Polθ segíti az RNS-templátú DNS-javítást. Korábban a DNS-polimerázokról úgy gondolták, hogy DNS-t írnak át DNS-re vagy RNS-re, és nem írnak RNS-t DNS-re.

## Szabályzás
A mutáns POLQ érzékenységet okoz a DNS-keresztkötőkre, például a ciszplatinra.

## Klinikai jelentőség
A magas Pol θ-szint rosszabb túlélési prognózist jelzett előre Kawamura et al. 2004-es tanulmánya alapján.

## Fordítás
Ez a szócikk részben vagy egészben  a   POLQ című angol Wikipédia-szócikk ezen változatának fordításán alapul.  Az eredeti cikk szerkesztőit annak laptörténete sorolja fel. Ez a jelzés csupán a megfogalmazás eredetét és a szerzői jogokat jelzi, nem szolgál a cikkben szereplő információk forrásmegjelöléseként.